# Eugene Robinson
Eugene Keefe Robinson (Hartford, 28 maggio 1963) è un ex giocatore di football americano statunitense che ha giocato nel ruolo di free safety nella National Football League (NFL). Al college giocò a football alla Colgate University.

## Carriera professionistica

### Seattle Seahawks
Dopo non essere stato scelto nel Draft NFL 1985, Robinson firmò coi Seattle Seahawks. Con essi disputò undici stagioni con un massimo di 9 intercetti nel 1993 e venne convocato per i Pro Bowl del 1992 e 1993. I suoi 985 placcaggi rimasero un record di franchigia fino al 2019 quando furono superati da Bobby Wagner.

### Green Bay Packers
Dopo la stagione 1995, Robinson firmò con i Packers. Quell'anno mise a segno 55 tackle e guidò Green Bay con 8 intercetti. Nel 1996 vinse disputò il Super Bowl XXXI vinto contro i New England Patriots 35–21, conquistando il primo anello della carriera. L'anno successivo, Robinson e the Packers raggiunsero nuovamente il Super Bowl XXXII, perdendo però 31–24 contro i Denver Broncos. Con la sua squadra in svantaggio 24–17 nel terzo quarto, Robinson intercettò un passaggio del quarterback dei Broncos John Elway nella end zone, impedendo a Denver di aumentare il proprio vantaggio, mentre i Packers segnarono un touchdown nel drive successivo. Una settimana prima aveva messo a segno un intercetto anche ai danni di Steve Young nella vittoria sui San Francisco 49ers nella finale della NFC.

### Atlanta Falcons
Robinson si unì agli Atlanta Falcons nel 1998. Nella finale della NFC di quell'anno operò il salvataggio decisivo deviando il passaggio diretto a Randy Moss dei Minnesota Vikings che altrimenti avrebbe certamente segnato il touchdown della vittoria. Raggiunse così il suo terzo Super Bowl consecutivo, il primo nella storia dei Falcons, perso ancora contro i Denver Broncos.
Dopo aver lasciato i Falcons, Robinson disputò una stagione con i Carolina Panthers, dopo la quale si ritirò. I suoi 57 intercetti in carriera sono il dodicesimo risultato di tutti i tempi.

## Palmarès
- Super Bowl : 1 Vincitore del Super Bowl XXXI
- (3) Pro Bowl (1992, 1993, 1998)
- (2) All-Pro (1993, 1998)
- Leader della NFL in intercetti (1993)
- Steve Largent Award (1993)
- Formazione ideale del 35º anniversario dei Seahawks
- 50 migliori giocatori del 50º anniversario dei Seahawks

## Statistiche
| Tackle     | 1.415 |
| Intercetti | 57    |
| Sack       | 7,5   |